# Očkov
Očkov este o comună slovacă, aflată în districtul Nové Mesto nad Váhom din regiunea Trenčín. Localitatea se află la altitudinea de 166 m deasupra n.m., se întinde pe o suprafață de 4,94 km2 și în 2017 număra 478 de locuitori.

## Istoric
Localitatea Očkov este atestată documentar din 1321.

## Demografie
| An:                | 1994 | 2004   | 2014   | 2024   |
| ------------------ | ---- | ------ | ------ | ------ |
| Număr de persoane: | 428  | 448    | 488    | 493    |
| Diferență:         |      | +4,67% | +8,92% | +1,02% |

| An:                | 2023 | 2024   |
| ------------------ | ---- | ------ |
| Număr de persoane: | 484  | 493    |
| Diferență:         |      | +1,85% |